# Luka Pokupska
 Luka Pokupska  falu Horvátországban, Károlyváros megyében. Közigazgatásilag Károlyvároshoz tartozik.

## Fekvése
Károlyvárostól 10 km-re keletre, a Kulpa bal partján fekszik.

## Története
A település onnan kapta a nevét, hogy a Kulpa itt ki szélesedő részén egykor folyami kikötő működött. Egykor egy Szent Miklós tiszteletére szentelt templom is állt itt, melyet papjával együtt 1501-ben említenek. 1857-ben 622, 1910-ben 683 lakosa volt. A trianoni békeszerződésig Zágráb vármegye Károlyvárosi járásához tartozott. 2011-ben 373-an lakták. Lakói rečicai Keresztelő Szent János plébániához tartoznak.

## Lakosság
| Lakosság változása | Lakosság változása | Lakosság változása | Lakosság változása | Lakosság változása | Lakosság változása | Lakosság változása | Lakosság változása | Lakosság változása | Lakosság változása | Lakosság változása | Lakosság változása | Lakosság változása | Lakosság változása | Lakosság változása | Lakosság változása |
| ------------------ | ------------------ | ------------------ | ------------------ | ------------------ | ------------------ | ------------------ | ------------------ | ------------------ | ------------------ | ------------------ | ------------------ | ------------------ | ------------------ | ------------------ | ------------------ |
| 1857               | 1869               | 1880               | 1890               | 1900               | 1910               | 1921               | 1931               | 1948               | 1953               | 1961               | 1971               | 1981               | 1991               | 2001               | 2011               |
| 622                | 656                | 609                | 670                | 602                | 683                | 648                | 705                | 637                | 682                | 660                | 586                | 550                | 513                | 410                | 373                |